# 브레나 다미코
브레나 다미코(Brenna D'Amico, 2000년 9월 28일 ~ )는 미국 배우이다. 디즈니 채널 디센던츠 영화 프랜차이즈에서 요정 대모의 딸 제인 역으로 등장한걸 유명하다.

## 전기
2000년 9월 28일 일리노이주 시카고에서 태어나 플레인필드에서 자랐다. 8세 때부터 시카고에 기반을 둔 청소년 연극 프로그램에 참여했다. 12살 때 부모님이 매니저를 찾았고 13살 때 로스앤젤레스로 건너가 디센던츠로 첫 연기에 출연했다. 그녀는 영화 개봉 후 16세에 로스앤젤레스로 이사했다.

## 출연
- 디센던츠 (2015)
- 디센던츠 2 (2017)
- 헤크 패밀리 (2017)
- 코드 블랙 (2018)
- 디센던츠 3 (2019)
- 절대 목록 (2020)